# Sixty (Tour)

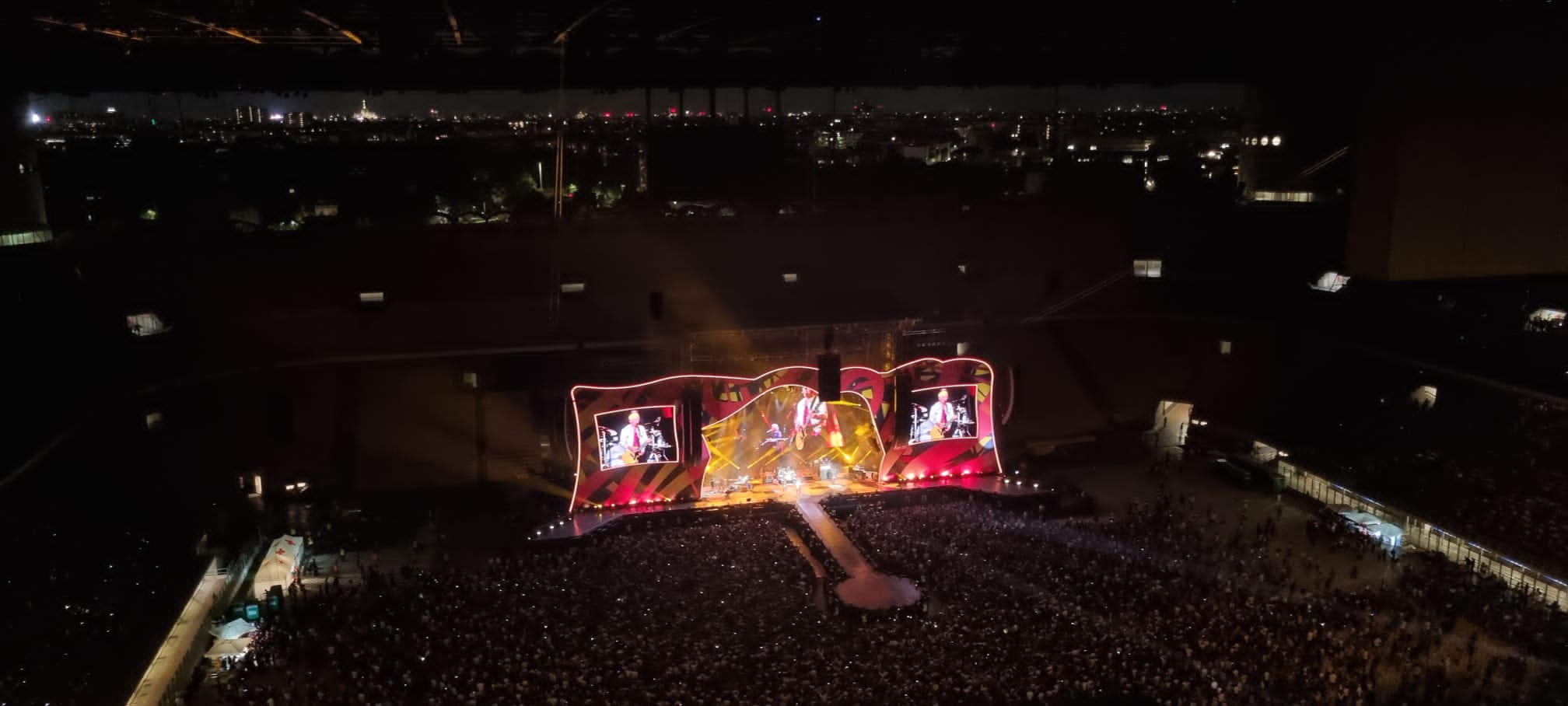
Konzert der Rolling Stones am 21. Juni 2022 auf der Sixty Tour im Mailänder Stadion San Siro

Sixty ist eine Europa-Tournee der Rolling Stones, welche am 1. Juni 2022 in Madrid startete, und am 3. August 2022 in Berlin beendet wurde. Sie war die erste komplette Stones-Tour ohne Charlie Watts am Schlagzeug, der im August 2021 starb. Seinen Platz an den Drums nahm, wie bereits zum Ende der No Filter Tour, Steve Jordan ein.
Die Tour ist eine Würdigung der 60-jährigen Bandgeschichte. Am 12. Juli 1962 traten sie im Marquee Club erstmals als The Rollin' Stones auf.

## Set-List
Out of Time wurde in dieser Tour erstmals live gespielt.
Die Set-List variierte während der Tour, etwa bei Songs mit Richards' Leadgesang. Auch gab es pro Konzert einen Fan-Favoriten, über den im Vorhinein abgestimmt werden konnte.
Diese Set-List wurde im Konzert in München gespielt:
- Street Fighting Man
- 19th Nervous Breakdown
- Rocks Off
- Tumbling Dice
- Out of Time
- Ruby Tuesday (Fan Favorit)
- You Can’t Always Get What You Want
- Living in a Ghost Town
- Honky Tonk Women
- Connection
- Slipping Away
- Miss You
- Midnight Rambler
- Start Me Up
- Paint It Black
- Sympathy for the Devil
- Jumpin’ Jack Flash

Zugaben
- Gimme Shelter
- (I Can’t Get No) Satisfaction

## Tourneedaten
| Datum          | Ort           | Land        | Veranstaltungsort       | Vorgruppe                                                                | Zuschauer | Einnahmen     |
| -------------- | ------------- | ----------- | ----------------------- | ------------------------------------------------------------------------ | --------- | ------------- |
| 1. Juni 2022   | Madrid        | Spanien     | Estadio Metropolitano   | Vargas Blues Band und Chris Jagger                                       | 52.752    | 9.502.011 $   |
| 5. Juni 2022   | München       | Deutschland | Olympiastadion 1        | Reef                                                                     | 56.144    | 10.484.400 $  |
| 9. Juni 2022   | Liverpool     | England     | Anfield                 | Echo & the Bunnymen                                                      | 36.917    | 6.194.285 $   |
| 21. Juni 2022  | Mailand       | Italien     | San Siro                | Ghost Hounds                                                             | 57.204    | 8.315.762 $   |
| 25. Juni 2022  | London        | England     | Hyde Park 2             | Phoebe Bridgers The War on Drugs Vista Kicks JJ Rosa Kelly McGrath       | 130.000   | 23.216.844 $  |
| 3. Juli 2022   | London        | England     | Hyde Park 2             | Sam Fender Courtney Barnett Christone Ingram The Dinner Party The Flints | 130.000   | 23.216.844 $  |
| 7. Juli 2022   | Amsterdam     | Niederlande | Johan-Cruyff-Arena      | Ghost Hounds                                                             | 51.592    | 9.241.437 $   |
| 11. Juli 2022  | Brüssel       | Belgien     | König-Baudouin-Stadion  | Kaleo                                                                    | 47.089    | 8.356.768 $   |
| 15. Juli 2022  | Wien          | Österreich  | Ernst-Happel-Stadion    | Bilderbuch                                                               | 57.141    | 9.498.486 $   |
| 19. Juli 2022  | Lyon          | Frankreich  | Groupama Stadium        | Nothing but Thieves                                                      | 49.608    | 8.222.066 $   |
| 23. Juli 2022  | Paris         | Frankreich  | Hippodrome de Longchamp | Ayron Jones                                                              | 56.939    | 7.362.881 $   |
| 27. Juli 2022  | Gelsenkirchen | Deutschland | Veltins-Arena           | Zucchero                                                                 | 44.981    | 8.358.668 $   |
| 31. Juli 2022  | Stockholm     | Schweden    | Friends Arena           | Joakim Thåström                                                          | 50.889    | 6.916.424 $   |
| 3. August 2022 | Berlin        | Deutschland | Waldbühne               | Ghost Hounds                                                             | 21.285    | 5.656.731 $   |
| TOTAL          | TOTAL         | TOTAL       | TOTAL                   | TOTAL                                                                    | 712.541   | 121.326.763 $ |

## Abgesagte Konzerte
Mick Jagger wurde am 13. Juni 2022 positiv auf das Corona-Virus getestet. Das Konzert in Amsterdam wurde daraufhin kurzfristig abgesagt und am 7. Juli nachgeholt. Das Konzert in Bern, das am 17. Juni stattfinden sollte, wurde vorerst auf unbestimmte Zeit verschoben. Da kein Ausweichtermin vereinbart werden konnte, wurde das Konzert endgültig abgesagt. Begründet wurde dies mit dem vollen Terminkalender der Young Boys. Das Konzert in der Berliner Waldbühne wurde während der Tour ins Programm aufgenommen. Besitzer von Bern-Tickets konnten Vorzugstickets für Berlin erwerben.
| Datum         | Ort  | Land    | Veranstaltungsort |
| ------------- | ---- | ------- | ----------------- |
| 17. Juni 2022 | Bern | Schweiz | Stadion Wankdorf  |

## Band

### The Rolling Stones
- Mick Jagger: Leadsänger, Gitarre, Harmonica, Perkussion
- Keith Richards: Gitarre, Gesang
- Ronnie Wood: Gitarre

### Begleitmusiker
- Steve Jordan: Schlagzeug
- Darryl Jones: E-Bass, Backgroundsänger
- Sasha Allen: Backgroundsängerin
- Karl Denson: Saxophon
- Tim Ries: Saxophon, Keyboard
- Chuck Leavell: Keyboard, Backgroundsänger, Perkussion
- Matt Clifford: Keyboard, Perkussion, Horn
- Bernard Fowler: Backgroundsänger, Perkussion